# Panicum chambeshii
Panicum chambeshii är en gräsart som beskrevs av Stephen Andrew Renvoize. Panicum chambeshii ingår i släktet vipphirser, och familjen gräs. Inga underarter finns listade i Catalogue of Life.